# Valar

Relacionamentos entre os Valar.

Os Valar (qya; singular Vala) são personagens nas obras de J. R. R. Tolkien ambientadas na Terra Média. Eles são descritos como "poderes angélicos" ou "deuses" subordinados ao único Deus, Eru Ilúvatar. O Ainulindalë narra como alguns dos Ainur escolhem entrar no mundo (Arda) para completar seu desenvolvimento material após sua forma ser definida pela Música dos Ainur. Os mais poderosos entre eles são chamados de Valar, ou "os Poderes do Mundo", enquanto os demais são conhecidos como Maiar.
Os Valar são mencionados brevemente em O Senhor dos Anéis, mas Tolkien os desenvolveu anteriormente, em materiais publicados postumamente em O Silmarillion, especialmente no "Valaquenta" (Quenya: "Relato dos Valar"), A História da Terra Média [en] e Contos Inacabados [en]. Estudiosos observaram que os Valar assemelham-se a anjos do Cristianismo, mas Tolkien os apresentou de maneira mais próxima a deuses pagãos. Seu papel em proporcionar o que os personagens da Terra Média experimentam como sorte ou providência também é discutido.

## Origem e atos
O criador Eru Ilúvatar revela aos Ainur sua grandiosa visão do mundo, Arda, por meio de temas musicais, conforme descrito em Ainulindalë, "A Música dos Ainur".
Esse mundo, moldado a partir de suas ideias e expresso como a Música de Ilúvatar, é aprimorado pelas interpretações cuidadosas dos Ainur, que criam seus próprios temas com base em sua compreensão única. Nenhum Ainu compreende todos os temas originados de Ilúvatar. Em vez disso, cada um desenvolve temas individuais, como montanhas e regiões subterrâneas a partir de temas sobre metais e pedras. Os temas da música de Ilúvatar são elaborados, e cada Ainu adiciona toques criativos harmoniosos. Melkor, no entanto, introduz temas dissonantes: ele se opõe à Música, e seus temas tornam-se malignos, pois derivam de egoísmo e vaidade, não da iluminação de Ilúvatar.

A primeira morada dos Valar é a Ilha de Almaren, no centro de Arda, durante os Anos das Lâmpadas.

Uma vez completa a Música, incluindo os temas de vaidade entrelaçados por Melkor, Ilúvatar oferece aos Ainur uma escolha: permanecer com ele ou entrar no mundo que criaram juntos. Os mais poderosos que optam por entrar no mundo tornam-se conhecidos como os Valar, os "Poderes de Arda", e os menos poderosos são chamados de Maiar. Entre os Valar estão alguns dos Ainur mais poderosos e sábios, incluindo Manwë, o Senhor dos Valar, e Melkor, seu irmão. Os dois se distinguem pelo amor altruísta de Manwë pela Música de Ilúvatar e pelo amor egoísta de Melkor por si mesmo, com pouco apreço pelos Filhos de Ilúvatar, Elfos e Homens.
Melkor (mais tarde chamado Morgoth, Sindarin para "inimigo negro") chega primeiro ao mundo, causando tumulto por onde passa. Quando os outros chegam, percebem que a presença de Melkor destruiria a integridade dos temas de Ilúvatar. Eventualmente, com a ajuda do Vala Tulkas, que entra em Arda por último, Melkor é temporariamente derrotado, e os Valar começam a moldar o mundo, criando beleza para contrapor a escuridão e a feiura do ruído dissonante de Melkor.

Valinor, o Reino Abençoado, no continente de Aman, no extremo oeste de Arda

Os Valar inicialmente residem na Ilha de Almaren, no centro de Arda, mas, após sua destruição e a perda da simetria do mundo, mudam-se para o continente ocidental de Aman ("Imaculado") e fundam Valinor. A guerra contra Melkor prossegue: os Valar desenvolvem muitos subtemas maravilhosos da grande música de Ilúvatar, enquanto Melkor despeja sua energia em Arda e na corrupção de criaturas como Balrogs, dragões e Orcs. Um dos atos mais terríveis de Melkor é a destruição das Duas Lâmpadas e, com elas, a morada original dos Valar, a Ilha de Almaren. Melkor é capturado e acorrentado por muitas eras na fortaleza de Mandos, até ser perdoado por Manwë.
Com a chegada dos Elfos ao mundo, inicia-se uma nova fase do reinado dos Valar. Convocados pelos Valar, muitos Elfos abandonam a Terra Média e o continente oriental rumo ao Oeste, para Valinor, onde os Valar concentram sua criatividade. Lá, criam as Duas Árvores, sua maior alegria, pois iluminam a beleza de Valinor e encantam os Elfos.
Por instigação de Melkor, a aranha gigante maligna Ungoliant destrói as Árvores. Fëanor, um Elfo Noldor, com previsão e amor, captura a luz das Duas Árvores em três Silmarils, as maiores joias já criadas. Melkor rouba as Silmarils de Fëanor, mata seu pai, Finwë, líder dos Noldor em Aman, e foge para a Terra Média. Muitos dos Noldor, desafiando a vontade dos Valar, juram vingança e partem em perseguição. Esse evento, aliado às palavras venenosas de Melkor que fomentam desconfiança entre os Elfos, leva ao exílio da maior parte dos Noldor para a Terra Média: os Valar fecham Valinor contra seu retorno.
Durante o restante da Primeira Era, o Senhor das Águas, Ulmo, é o único dos Valar a visitar o mundo além de Aman. Ulmo influencia diretamente as ações de  Tuor, guiando-o para encontrar a cidade escondida de Gondolin. Ao fim da Primeira Era, os Valar enviam um grande exército de Maiar e Elfos de Valinor à Terra Média, travando a Guerra da Ira, na qual Melkor é derrotado. As terras são alteradas, e os Elfos são novamente chamados a Valinor.
Durante a Segunda Era, os principais feitos dos Valar são a criação de Númenor como refúgio para os Edain, que têm acesso negado a Aman, mas recebem domínio sobre o restante do mundo. Os Valar, agora incluindo até Ulmo, mantêm-se distantes da Terra Média, permitindo a ascensão de Sauron, tenente de Morgoth, como novo Senhor do Escuro. Perto do fim da Segunda Era, Sauron convence os Númenóreanos a atacar Aman. Isso leva Manwë a invocar Ilúvatar para restaurar a ordem do mundo; Ilúvatar responde destruindo Númenor, conforme narrado em Akallabêth. Aman é removida de Arda (embora não de todo o mundo criado, Eä, pois os navios élficos ainda podem alcançá-la). Na Terceira Era, os Valar enviam os Istari (ou magos) à Terra Média para auxiliar na luta contra Sauron.

## Os principais Valar
Os nomes e atributos dos principais Valar, conforme descritos no "Valaquenta", são listados abaixo. Na Terra Média, eles são conhecidos por seus nomes em Sindarin: Varda, por exemplo, é chamada Elbereth. Os Homens os conhecem por muitos outros nomes e, por vezes, os veneram como deuses. Com exceção de Oromë, os nomes listados abaixo não são nomes verdadeiros, mas títulos: os nomes reais dos Valar não são registrados. Os machos são chamados de "Senhores dos Valar", e as fêmeas, de "Rainhas dos Valar" ou Valier. Dos sete Valar masculinos e sete femininos conhecidos, há seis casais: Ulmo e Nienna são os únicos que vivem sozinhos. Essa união é espiritual, não física, pois, na concepção posterior de Tolkien, eles não se reproduzem.
Os Aratar (Quenya: Exaltados), ou os Grandes de Arda, são os oito Valar mais poderosos: Manwë, Varda, Ulmo, Yavanna, Aulë, Mandos, Nienna e Oromë. Lórien e Mandos são irmãos e, juntos, são chamados de Fëanturi, "Mestres dos Espíritos".
Ilúvatar cria os Valar (e todos os Ainur) por meio de seu pensamento, sendo assim considerado seu pai. Contudo, nem todos os Valar são irmãos; quando isso ocorre, é porque são assim "no pensamento de Ilúvatar". Foram os Valar que primeiro praticaram o casamento, transmitindo depois esse costume aos Elfos; todos os Valar têm cônjuges, exceto Nienna, Ulmo e Melkor. Apenas um casamento entre os Valar ocorre dentro do mundo, o de Tulkas e Nessa, após a criação das Duas Lâmpadas.

### Lordes
| Nome(s) | Funções                                                                                          | Cônjuge | Morada | Descrição |
| --- | ------------------------------------------------------------------------------------------------ | ------- | --- | --- |
| Manwë | Rei dos Valar, Rei de Arda, Senhor do ar, vento e nuvens                                         | Varda   | No topo do Monte Taniquetil, a montanha mais alta do mundo, nos salões abobadados de Ilmarin, de onde pode ver toda a Terra Média | O mais nobre e maior em autoridade, mas não em poder, dos Ainur; o maior dos Aratar. Observa os acontecimentos da Terra Média e intervém quando necessário por meio de seus arautos, as Águias de Manwë e seu rei, Thorondor. |
| Ulmo | Senhor das Águas                                                                                 | —       | Sem morada fixa: vive nas águas profundas do oceano                                                                               | Visita Valinor apenas em extrema necessidade. Um dos principais arquitetos de Arda. Em autoridade, é o segundo após Manwë. Simpatiza com a situação dos Ñoldor e oferece esperança na forma de Tuor, que desposa Idril e gera Eärendil, o marinheiro que enfrenta mares perigosos e chega a Valinor para pleitear em favor dos Ñoldor. |
| Aulë | Senhor da matéria, Mestre de todos os ofícios                                                    | Yavanna | Valinor | Cria os sete pais dos Anães, que o chamam Mahal, o Criador. Eru não fica satisfeito, pois os povos de pedra não fazem parte do tema original e não possuem fëa, sendo capazes apenas de obedecer à vontade de Aulë. Contudo, quando Aulë ergue seu martelo para destruí-los em arrependimento, eles tremem ao ver o martelo, pois Eru, naquele momento, concede-lhes fëa e perdoa a desobediência de Aulë. Eru observa as consequências, incluindo o amor do ferro dos anães pelas árvores de Yavanna. Durante a Música dos Ainur, os temas de Aulë dizem respeito às coisas físicas que compõem Arda; quando Eru dá existência aos temas dos Ainur, a música de Aulë torna-se as terras da Terra Média. Ele criou Angainor (a corrente de Melkor), as Duas Lâmpadas, os anães mencionados e os recipientes do Sol e da Lua. |
| Oromë (Qenya: ˈorome), Araw em Sindarin, Aldaron "Senhor das Árvores", Arum, Béma, Arāmē, o Grande Cavaleiro | Caçador dos Valar                                                                                | Vána    | — | Irmão de Nessa. Ativo na luta contra Morgoth. Reconhecido por sua ira, sendo o mais terrível dos Valar em sua fúria. Possui uma trompa poderosa, Valaróma, e um corcel chamado Nahar. Durante os Anos das Árvores, quando a maioria dos Valar se esconde em Aman, Oromë ainda caça o Inimigo nas florestas da Terra Média com Huan, Cão dos Valar. Lá, encontra os Elfos em Cuiviénen. |
| Mandos (Quenya: mandos), Námo (Quenya: ˈnaːmo)                                                               | Juiz dos Mortos, Mestre do Destino, Principal conselheiro de Manwë, Guardião das almas dos Elfos | Vairë   | Salões de Mandos | Sério e imparcial, nunca esquece nada. Pronuncia a Profecia do Norte contra os Elfos Noldor que deixam Aman, aconselhando que não lhes seja permitido retornar. As profecias e julgamentos de Mandos, ao contrário de Morgoth, não são cruéis ou vingativos por sua própria vontade. São apenas a vontade de Eru, e ele só as pronuncia sob o comando de Manwë. Apenas uma vez ele se comove, quando Lúthien canta sobre o sofrimento que ela e seu amado Beren enfrentaram em Beleriand. |
| Lórien (Quenya: ˈloːrien), Irmo (Quenya: ˈirmo)                                                              | Mestre das Visões e Sonhos                                                                       | Estë    | Lórien | Chamado Irmo, mas mais conhecido como Lórien, por sua morada. Lórien e Mandos são os Fëanturi: Mestres dos espíritos. Lórien, o mais jovem, é o mestre das visões e sonhos. Seus jardins na terra dos Valar, onde vive com sua esposa Estë, são o lugar mais belo do mundo, repletos de muitos espíritos. Todos que habitam em Valinor encontram descanso e renovação na fonte de Irmo e Estë. Como mestre dos sonhos, ele e seus servos conhecem bem as esperanças e sonhos dos Filhos de Eru. Olórin, ou Gandalf, antes de ser designado por Manwë como um dos Istari, é um Maia que ensinou por muito tempo nos jardins de Lórien. |
| Tulkas (Quenya: ˈtulkas), Astaldo "O Valente"                                                                | Campeão de Valinor                                                                               | Nessa   | — | Não era inicialmente um dos Valar, Tulkas, o Forte, é "o maior em força e feitos de bravura ... [que] veio por último a Arda, para ajudar os Valar nas primeiras batalhas contra Melkor". Após se juntar aos Valar, Tulkas é o último a descer a Arda, ajudando a virar a balança contra Melkor antes da criação das Duas Lâmpadas. Mais rápido a pé que qualquer outra criatura viva, dispensa um corcel em batalha. Lutador, é fisicamente o mais forte dos Valar, usando apenas seu punho como arma. Ri no esporte e na guerra, até mesmo diante de Melkor. Esposo de Nessa; lento para a ira, mas também para esquecer; opõe-se à libertação de Melkor após sua sentença. |

### Rainhas
| Nome(s)                                                                                    | Cônjuge | Descrição |
| ------------------------------------------------------------------------------------------ | ------- | --- |
| Varda Elentári em Quenya Elbereth Gilthoniel em Sindarin Senhora das Estrelas a Acendedora | Manwë   | Acende as primeiras estrelas antes dos Ainur descerem ao mundo; mais tarde, ilumina-as com orvalho dourado e prateado das Duas Árvores. Melkor a teme e odeia mais que todos, pois ela o rejeitou antes do Tempo. O hino élfico A Elbereth Gilthoniel [en] aparece em três formas diferentes em O Senhor dos Anéis. |
| Nienna Senhora da Misericórdia, familiarizada com a dor                                    | —       | Tutora de Olórin; chora constantemente, mas não por si mesma; aqueles que a ouvem aprendem piedade e resistência na esperança. Ela dá força aos que estão no Salão de Mandos. Suas lágrimas são de cura e compaixão, não de tristeza, e frequentemente têm potência; regou as Duas Árvores com suas lágrimas e lavou a sujeira de Ungoliant após sua destruição. Era favorável à libertação de Melkor após sua sentença, incapaz de ver sua natureza maligna. |
| Estë (Quenya: ˈeste) A Gentil "a curadora de feridas e cansaço"                            | Irmo    | Seu nome significa "Repouso". "Cinza é seu traje, e o repouso é seu dom." Vive com Irmo em seus Jardins de Lórien em Valinor. Dorme durante o dia na ilha do Lago Lorellin. |
| Vairë (Quenya:ˈvai̯re) A Tecelã                                                             | Mandos  | Ela tece a história do mundo em suas tapeçarias, que adornam os salões de Mandos. |
| Yavanna (Quenya: jaˈvanna) Rainha da Terra Doadora de Frutos                               | Aulë    | Responsável por kelvar (animais) e olvar (plantas). Solicitou a criação dos Ents, preocupada com a segurança das árvores após seu esposo criar os anães. As Duas Lâmpadas foram criadas por Aulë a pedido de Yavanna; sua luz germinou as sementes que ela plantou em Arda. Após a destruição das Duas Lâmpadas por Melkor e a retirada dos Valar para Aman, Yavanna canta para criar sua maior obra, as Duas Árvores de Valinor.                             |
| Vána (Quenya: ˈvaːna) Rainha das Flores em Flor e a Sempre Jovem                           | Oromë   | Irmã mais jovem de Yavanna. "Todas as flores brotam quando ela passa e se abrem se ela as olha; e todos os pássaros cantam com sua chegada." Reside em jardins cheios de flores douradas e frequentemente visita as florestas de Oromë. Tolkien escreveu que Vána era "a mais perfeitamente 'bela' em forma e traços (também 'santa', mas não augusta ou sublime), representando a perfeição natural imaculada da forma nas coisas vivas".                    |
| Nessa A Dançarina                                                                          | Tulkas  | Irmã de Oromë. Notável por sua agilidade e velocidade, capaz de superar os cervos que a seguem na natureza. Conhecida por seu amor pela dança e celebração nos gramados sempre verdes de Valinor. |

### Ex-Valar
| Nome(s)           | Funções | Cônjuge | Morada                                                         | Descrição |
| ----------------- | ------- | ------- | -------------------------------------------------------------- | --- |
| Melkor ou Morgoth | —       | —       | Fortaleza de Angband sob as montanhas Thangorodrim, Beleriand. | Melkor significa "Aquele que surge em poder". Morgoth significa "Inimigo Negro". Originalmente um dos Valar mais poderosos. O grande inimigo, o primeiro Senhor do Escuro; busca destruir Elfos e Homens. Corrompe muitos Maiar, como Sauron e os Balrogs. |

### Língua
Tolkien inicialmente decidiu que  Valarin, a língua dos Valar, seria a proto-língua dos Elfos. Ele desenvolveu a língua Valarin e sua gramática no início dos anos 1930. Nessa concepção inicial, conforme descrito em Lhammas de 1937, todas as línguas da Terra Média derivam do Valarin. Nos anos 1940, ele mudou de ideia, e a língua que havia desenvolvido tornou-se o Quendiano Primitivo. Ele então concebeu uma nova língua para os Valar, ainda chamada Valarin, mas não a desenvolveu em detalhes. Nessa concepção posterior, o Valarin é independente das outras línguas da Terra Média. Apenas algumas palavras em Valarin, principalmente nomes próprios, foram registradas. Os Valar podem se comunicar por meio do pensamento e não precisam de uma língua falada, mas podem ter desenvolvido o Valarin ao assumir formas físicas semelhantes às humanas (ou élficas).

## Análise

### Beowulf
O trecho inicial do poema em Inglês Antigo Beowulf sobre Scyld Scefing [en] contém uma menção enigmática a "aqueles" (þā) que enviaram Scyld como bebê em um barco, presumivelmente de além-mar, e aos quais o corpo de Scyld é devolvido em um funeral náutico, com a embarcação navegando sozinha. Shippey sugere que Tolkien pode ter visto nisso tanto uma implicação de um grupo semelhante aos Valar, que se comportam como deuses, quanto um vislumbre de sua  Velha Estrada Reta, o caminho através do mar para Valinor, fechado para sempre aos Homens mortais após a reformulação do mundo devido ao ataque de Númenor a Valinor.

### Æsir nórdicos

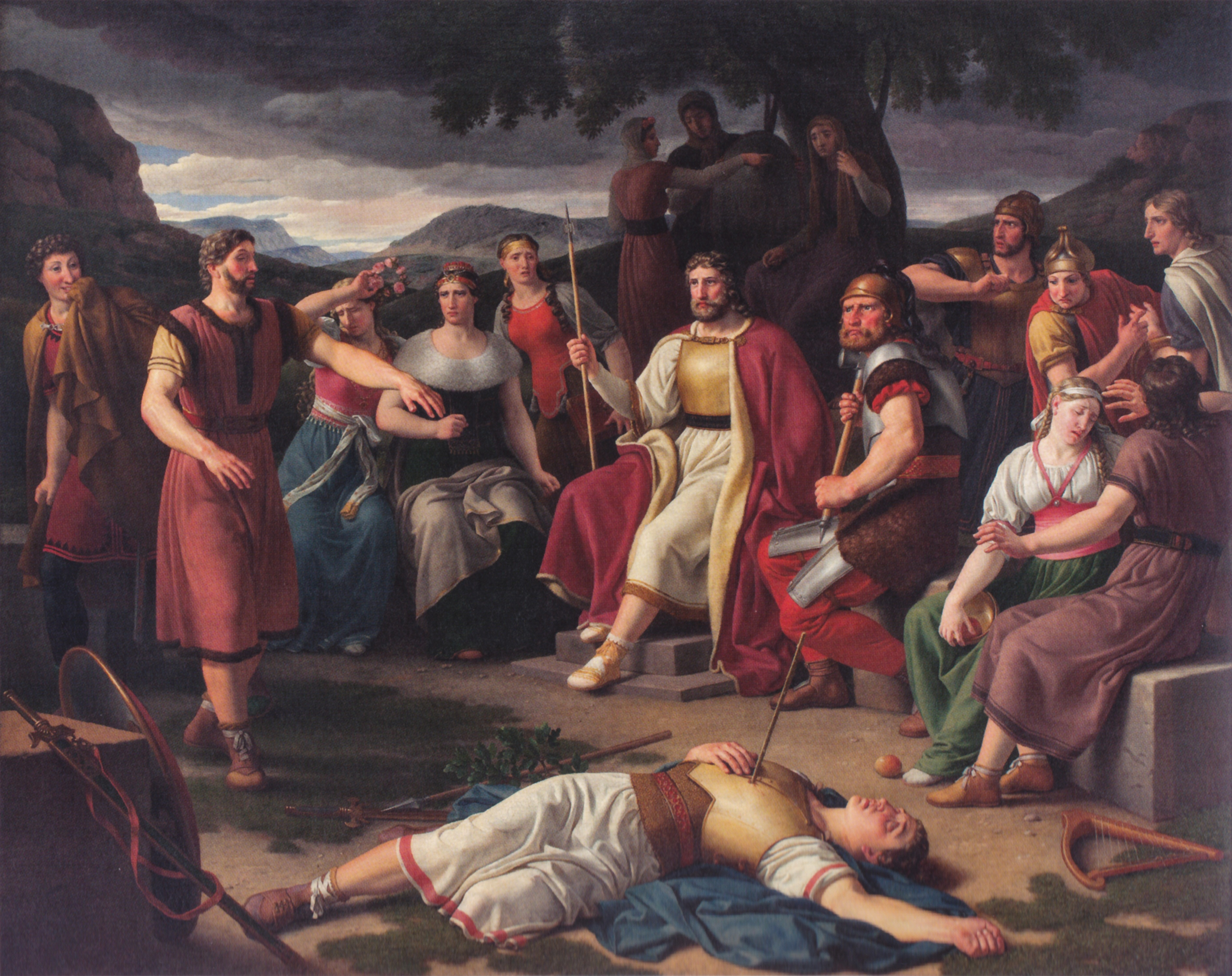
Alguns críticos notaram a semelhança dos Valar com os Æsir, os deuses nórdicos fortes e combativos de Asgard. Pintura de Christoffer Wilhelm Eckersberg, 1817.

Estudiosos como John Garth [en] observaram que os Valar lembram os Æsir, os deuses nórdicos de Asgard. Thor, por exemplo, o mais forte fisicamente dos deuses, pode ser comparado tanto a Oromë, que combate os monstros de Melkor, quanto a Tulkas, o mais forte dos Valar. Manwë, o líder dos Valar, apresenta semelhanças com Odin, o "Pai de Todos", enquanto o mago Gandalf, um dos Maiar, assemelha-se a Odin, o andarilho.

### Poder divino
Tolkien comparou o Rei  Théoden de Rohan, avançando contra o inimigo na Batalha dos Campos de Pelennor, a um Vala de grande poder e a "um deus de outrora":
| “ | Théoden não podia ser alcançado. Parecia possuído, ou o furor da batalha de seus antepassados corria como fogo novo em suas veias, e ele foi carregado por Branca-neve como um deus de outrora, como Oromë, o Grande, na batalha dos Valar quando o mundo era jovem. Seu escudo dourado foi descoberto, e eis! brilhava como uma imagem do Sol, e a grama flamejava em verde ao redor dos pés brancos de seu corcel. Pois a manhã chegou ... e as hostes de Mordor gemeram ... e os cascos da ira passaram sobre eles. | ” |

A sacerdotisa episcopal e autora Fleming Rutledge [en] comenta que, embora Tolkien não equipare esses eventos ao retorno do Messias, ele ficava satisfeito quando leitores percebiam ecos bíblicos. Em sua visão, a linguagem aqui é claramente bíblica, evocando a profecia messiânica de Malaquias: "Eis que vem o dia, ardendo como fornalha, quando todos os arrogantes e todos os malfeitores serão como palha ... E vós pisareis os ímpios, pois serão cinzas sob as solas de vossos pés".

### Deuses Pagãos ou Anjos

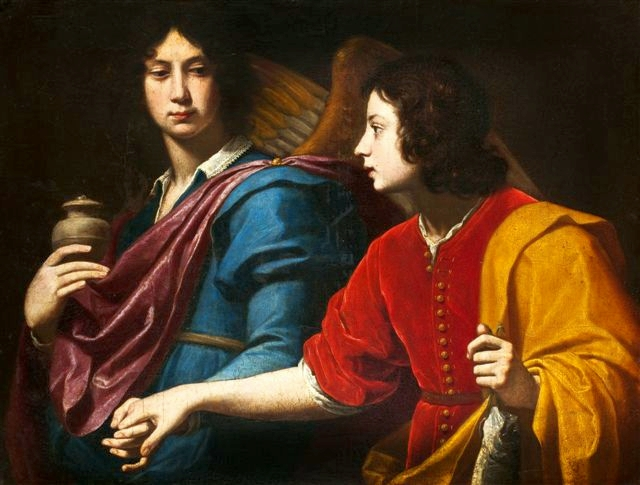
Outros estudiosos compararam os Valar a anjos cristãos, intermediários entre o criador e o mundo criado. Pintura de Lorenzo Lippi, c. 1645

O teólogo Ralph C. Wood [en] descreve os Valar e Maiar como sendo o que os cristãos chamariam de anjos, intermediários entre o criador, Eru Ilúvatar, e o cosmos criado. Como anjos, eles possuem livre-arbítrio e, portanto, podem se rebelar contra ele.
Matthew Dickerson [en], escrevendo na Enciclopédia de J. R. R. Tolkien [en], chama os Valar de "Poderes da Terra Média", observando que não são encarnados e citando a descrição da estudiosa Verlyn Flieger [en] sobre seu papel original como "moldar e iluminar o mundo". Dickerson escreve que, embora Tolkien apresente os Valar como deuses pagãos, ele os imaginava mais como anjos e observa que estudiosos compararam a devoção dos Elfos a Elbereth, um epíteto de Varda, à veneração católica de Maria, mãe de Jesus. Dickerson afirma que o ponto central é que os Valar "não devem ser adorados". Ele argumenta que, como resultado, o conhecimento e o poder dos Valar tinham que ser limitados, podendo cometer erros e falhas morais. A decisão de trazer os Elfos para Valinor significou que os Elfos estavam "reunidos aos seus pés", um erro moral, pois sugeria algo próximo à adoração.
A estudiosa de literatura Marjorie Burns [en] observa que Tolkien escreveu que, para ser aceitável aos leitores modernos, a mitologia precisava ser elevada ao "nosso nível de avaliação". Em sua visão, entre seu trabalho inicial, O Livro dos Contos Perdidos [en], e o publicado O Silmarillion, os Valar mudaram muito, sendo "civilizados e modernizados", tornando-se "lentamente e ligeiramente" mais cristãos. Por exemplo, os Valar agora têm "cônjuges" em vez de "esposas", e suas uniões são espirituais, não físicas. Ainda assim, ela escreve, os leitores ainda percebem os Valar "como um panteão", funcionando como deuses.

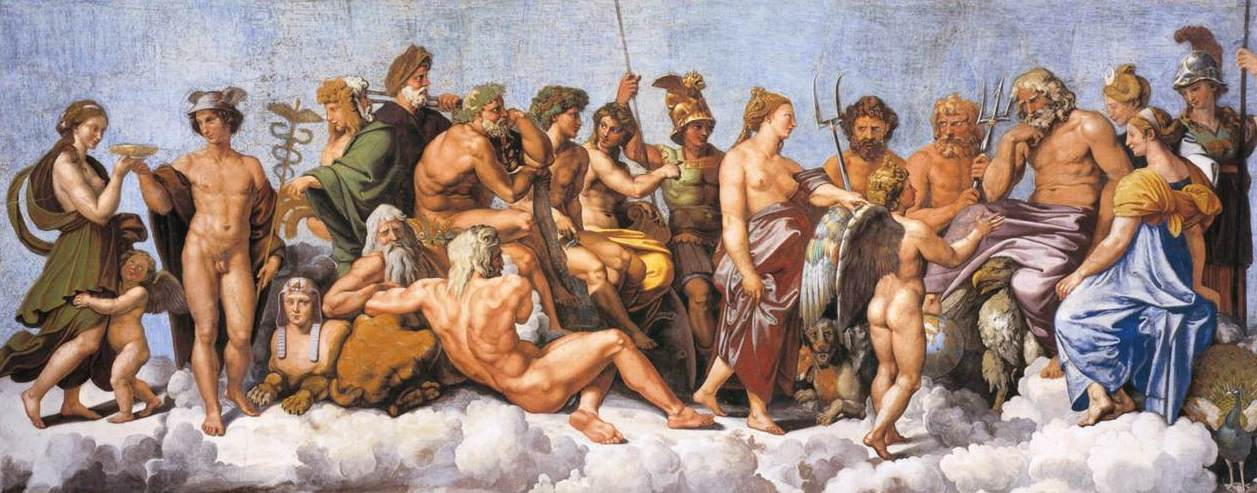
Os Valar de Tolkien agem como um grupo, de modo que os leitores os percebem como um panteão, semelhante aos deuses olímpicos dos gregos.

Elizabeth Whittingham [en] comenta que os Valar são únicos em Tolkien, situando-se "entre deuses e anjos". Em sua visão, eles carecem majoritariamente da brutalidade crua dos deuses nórdicos; possuem o "senso de retidão moral" dos anjos, mas discordam entre si; e suas declarações lembram mais as dos deuses gregos de Homero, que expressam frustração com os homens mortais, como Zeus faz na Odisseia. Em uma carta a Milton Waldman [en], Tolkien afirma diretamente que os Valar são "'divinos', ou seja, estavam originalmente 'fora' e existiam 'antes' da criação do mundo. Seu poder e sabedoria derivam de seu conhecimento do drama cosmogônico". Ele explica que os concebeu para terem "a mesma ordem de beleza, poder e majestade dos 'deuses' da mitologia superior". Whittingham observa ainda que Tolkien compara espíritos menores, magos, que são Maiar, não Valar, a anjos da guarda; e que, ao descrever os Maiar, ele "oscila entre 'deuses' e 'anjos' porque ambos os termos são próximos, mas nenhum é exatamente correto". Tolkien afirma em outra carta que os Valar "entraram no mundo após sua criação, e o nome é apropriadamente aplicado apenas aos grandes entre eles, que ocupam o lugar imaginativo, mas não teológico, de 'deuses'." Whittingham comenta que as "explicações cuidadosas e bem desenvolvidas" de Tolkien nessas cartas são marcadamente diferentes de suas representações dos Valar em suas "histórias iniciais".

### Sorte ou providência
O estudioso de Tolkien Tom Shippey [en] discute a conexão entre os Valar e a "sorte" na Terra Média, escrevendo que, como na vida real, "as pessoas ... reconhecem, de fato, uma forte força modeladora no mundo ao seu redor", mas que, embora isso possa ser devido à "Providência ou aos Valar", essa força "não afeta o livre-arbítrio e não pode ser distinguida das operações normais da natureza", nem reduz a necessidade de "esforço heroico". Ele afirma que isso corresponde exatamente à visão do Inglês Antigo sobre sorte e coragem pessoal, como em Beowulf, onde "wyrd frequentemente poupa o homem que não está condenado, desde que sua coragem resista". O estudioso de humanidades Paul H. Kocher [en] discute de forma semelhante o papel da providência, na forma das intenções dos Valar ou do criador, na descoberta do Um Anel por Bilbo e na posse do Anel por Frodo; como Gandalf diz, eles foram "destinados" a tê-lo, embora permanecesse sua escolha cooperar com esse propósito.
Rutledge escreve que em O Senhor dos Anéis, especialmente em momentos como a explicação de Gandalf a Frodo em "A Sombra do Passado", há claras indicações de um poder superior atuando nos eventos da Terra Média:
| “ | Havia mais de um poder em ação, Frodo. O Anel estava tentando voltar para seu mestre ... Por trás disso, havia algo mais em ação, além de qualquer desígnio do criador do Anel. Não posso dizer de forma mais clara do que afirmar que Bilbo foi destinado a encontrar o Anel, e não por seu criador. Nesse caso, você também foi destinado a tê-lo. [itálico de Tolkien] | ” |

Rutledge observa que, dessa forma, Tolkien repetidamente sugere um poder superior "que controla até mesmo o Anel, até mesmo o criador do Anel [itálico dela]", e questiona quem ou o que poderia ser esse poder. Sua resposta é que, no nível superficial, isso se refere aos Valar, "uma raça de seres criados (análogos aos anjos do final da Bíblia)"; em um nível mais profundo, significa "o Único", Eru Ilúvatar, ou, em termos cristãos, a Providência divina.

### J. R. R. Tolkien
1. ↑  (Carpenter 2023, #154, carta a Naomi Mitchison, setembro de 1954)
2. 1 2 3  (Tolkien 1977), "Ainulindalë"
3. 1 2 3  (Tolkien 1977), cap. 1, "Do Início dos Dias"
4. 1 2  (Tolkien 1977), cap. 3, "Da Chegada dos Elfos e do Cativeiro de Melkor"
5. ↑  (Tolkien 1977), cap. 9, "Da Fuga dos Noldor"
6. ↑  (Tolkien 1977), cap. 23, "De Tuor e da Queda de Gondolin"
7. ↑  (Tolkien 1977), cap. 24, "Da Viagem de Eärendil e da Guerra da Ira"
8. 1 2  (Tolkien 1977), "Akallabêth"
9. ↑  (Tolkien 1980), "Os Istari"
10. 1 2 3 4 5 6 7  (Tolkien 1977), "Valaquenta"
11. ↑  (Tolkien 1955), livro 5, cap. 6, "A Batalha dos Campos de Pelennor"
12. ↑  (Tolkien 1977), cap. 9, "Da Fuga dos Noldor"
13. ↑  (Tolkien 1954a), livro 1, cap. 3, "Três é Companhia"
14. ↑  (Tolkien 1954a), livro 2, cap. 1, "Muitos Encontros"
15. ↑  (Tolkien 1954), livro 4, cap. 10, "As Escolhas do Mestre Samwise"
16. ↑  (Tolkien 2007), p. 150, "Palavras, Frases e Passagens"
17. ↑  (Tolkien 1987), cap. 7, A Lhammas
18. ↑  (Tolkien 1987), cap. 7, "A Lhammas"
19. ↑  (Tolkien 2009), p. 72, "Tengwesta Qenderinwa"
20. ↑  (Tolkien 1994), pp. 397–407
21. 1 2  (Tolkien 1955), livro 5, cap. 5, "A Cavalgada dos Rohirrim"
22. ↑  (Tolkien 1984), caps. 3 "A Chegada dos Valar e a Construção de Valinor", 4 "O Acorrentamento de Melko", 5 "A Chegada dos Elfos e a Criação de Kôr", e 6 "O Roubo de Melko e o Escurecimento de Valinor"
23. 1 2  (Carpenter 2023), #131, para Milton Waldman, final de 1951
24. ↑  (Carpenter 2023), #212, rascunho não enviado, continuação para Rhona Beare, em ou após 14 de outubro de 1958
25. ↑  (Tolkien 1954a), livro 1, cap. 2, "A Sombra do Passado"

- Carpenter, Humphrey, ed. (2023) [1981]. The Letters of J. R. R. Tolkien: Revised and Expanded Edition [As Cartas de J. R. R. Tolkien: Edição Revisada e Ampliada]. Nova Iorque: Harper Collins. ISBN 978-0-35-865298-4
- Tolkien, J. R. R. (1954a). The Lord of the Rings: The Fellowship of the Ring [O Senhor dos Anéis: A Sociedade do Anel]. Boston: Houghton Mifflin. OCLC 9552942
- Tolkien, J. R. R. (1954). The Lord of the Rings: The Two Towers [O Senhor dos Anéis: As Duas Torres]. Boston: Houghton Mifflin. OCLC 1042159111
- Tolkien, J. R. R. (1955). The Lord of the Rings: The Return of the King [O Senhor dos Anéis: O Retorno do Rei]. Boston: Houghton Mifflin. OCLC 519647821
- Tolkien, J. R. R. (1977).  Tolkien, Christopher, ed. The Silmarillion [O Silmarillion]. Boston: Houghton Mifflin. ISBN 978-0-395-25730-2
- Tolkien, J. R. R. (1980).  Tolkien, Christopher, ed. Unfinished Tales [Contos Inacabados]. Boston: Houghton Mifflin. ISBN 978-0-395-29917-3
- Tolkien, J. R. R. (1984).  Tolkien, Christopher, ed. The Book of Lost Tales [O livro de contos perdidos]. 1. Boston: Houghton Mifflin. ISBN 0-395-35439-0
- Tolkien, J. R. R. (1987).  Tolkien, Christopher, ed. The Lost Road and Other Writings [A Estrada Perdida e Outros Escritos]. Boston: Houghton Mifflin. pp. 341–400. ISBN 0-395-45519-7
- Tolkien, J. R. R. (1994).  Tolkien, Christopher, ed. The War of the Jewels [A Guerra das Joias]. Londres: HarperCollins. ISBN 0-395-71041-3
- Tolkien, J. R. R. (2007). Words, Phrases and Passages in Various Tongues in The Lord of the Rings [Palavras, frases e passagens em vários idiomas em O Senhor dos Anéis]. 17. [S.l.]: Parma Eldalamberon. p. 150
- Tolkien, J. R. R. (2009). «Tengwesta Qenderinwa». Parma Eldalamberon. 18: 72